# Hyaloscypha quercicola
Hyaloscypha quercicola är en svampart som först beskrevs av Josef Velenovský, och fick sitt nu gällande namn av Huhtinen 1990. Hyaloscypha quercicola ingår i släktet Hyaloscypha och familjen Hyaloscyphaceae.  Arten är reproducerande i Sverige. Inga underarter finns listade i Catalogue of Life.